# Alexandrina Pereira
Alexandrina Pereira é jurista, autora e co-autora de vários documentários de investigação.

## Biografia
Nasceu em Paio Pires, em 1966. É licenciada em Direito pela Faculdade de Direito da Universidade Internacional.
Iniciou a sua actividade na área da televisão em 1991, como documentalista em diversos projectos para a televisão pública portuguesa, RTP.
Em 2003, inicia-se na criação de documentários em co-autoria com Rui Pinto de Almeida. Assegura igualmente a produção executiva. 

## Filmografia
- Virgílio Castelo, 2011, 52 minutos, Bio
- Playlist, 2010, série de oito episódios biográficos sobre música portuguesa, Bio
- As Republicanas, 2010, 51 minutos, Canal de História
- Rui Veloso - biografia, 2010, 53 minutos, Bio
- O Último Condenado, pena de morte, 2010, 53 minutos, Canal de História
- Portugal e a NATO, uma questão de confiança, 2009, 52 minutos, Canal de História
- Diogo Morgado, actor - biografia, 2009, 51 minutos, Bio
- Catarina Furtado, porque cada pessoa conta - biografia, 2009, 51 minutos, Bio
- Protagonistas, 2008, série 12 ep x 25 m, Bio
- Paulo Pires - biografia, 2008, 52 minutos, Bio
- Crime Continuado - a Censura, 2007, 52 minutos, Canal de História
- Crime Continuado - a Polícia Política, 2007, 58 minutos, Canal de História
- Dom Manuel II - o rei traído, 2007, 52 minutos, Canal de História
- Fátima Lopes - biografia, 2006, 50 minutos, Bio
- A Batalha de La Lys, 2005, 53 minutos, RTP
- A Batalha de Aljubarrota, 2005, 53 minutos, RTP
- Operação Nó Górdio, 2005, 55 minutos, RTP
- Na Esteira de Egas Moniz, 2005, 58 minutos, RTP e Canal de História